# 辛苌
辛苌（？—534年或535年），字永贵，陇西郡狄道县（今甘肃省定西市临洮县）人，北魏、西魏官员。

## 生平
辛苌在虚龄二十八岁时，以奉朝请为起家官。永安中期，南梁派兵进攻北魏，魏孝庄帝向北逃到汾州和晋州一带，辛苌跟随保卫魏孝武帝。等到魏孝武帝准备夺回洛阳，当时河内郡被梁军占据，辛苌跟随魏军进攻河内郡，因为军功封阴槃县子，加讨夷将军、都督，又略微升任宁远将军、奉车都尉。不久大将军、清水王贺拔岳接受命令讨伐关中的叛军，因为辛苌有军事才能，于是补任辛苌为府录事参军、帐内都督。等到贺拔岳平定关中，辛苌因为军功加征西将军、金紫光禄大夫、都督如故。当时关中叛乱虽然被平定，仍有不少残余叛乱力量，辛苌受任率领数千人防守叛军。普泰年间，辛苌加前军大都督。贺拔岳被侯莫陈悦害死后，辛苌效力于宇文泰，率军前往长安，封安平县开国男，食邑三百户，又出任雍州司马。永熙三年（534年），魏孝武帝在高欢的逼迫下西迁关中，辛苌出任使持节、卫大将军、右光禄大夫、中军大都督、司农卿，准备前往讨伐高欢。不久成皋失守，魏孝武帝抵达长安，辛苌因为迎接魏孝武帝的功劳封真定县开国公，食邑一千户，又出任雍州刺史、大都督，不久辛苌又出任使持节、都督南秦州诸军事、卫大将军、南秦州刺史，在南秦州突然去世。皇帝为辛苌悼念良久，追赠使持节、仪同三司、都督朔州诸军事、骠骑大将军、朔州刺史、真定县公如故，大统元年岁次乙卯十二月癸酉朔十二日甲申（536年1月20日）葬于长安县北原。

## 家庭

### 祖父
- 辛达，州主簿、代理桑乾郡太守[1]

### 父亲
- 辛胥伦，怀荒镇征虏府长史[1]